# 와타나베 다쿠
와타나베 다쿠(일본어: 渡辺 卓, 1971년 11월 9일 ~ )는 일본의 전 축구 선수이다.

## 구단 경력
1990년 일본 사커 리그의 후지타 공업(벨마레 히라쓰카)에 입단했다. 1994년에 천황배 우승을 차지했다. 1995년까지 122경기에 출전하여, 4득점을 넣었다. 1996년 세레소 오사카로 이적했다. 1997년 재팬 풋볼 리그의 콘사돌레 삿포로로 이적했다. 1997년 재팬 풋볼 리그 우승으로 J1리그로 승격했다. 1999년 일본 풋볼 리그의 미토 홀리호크로 이적했다. 1999년 일본 풋볼 리그 3위를 기록하여 J2리그로 승격했다. 2001년부터 2002년까지 J2리그의 몬테디오 야마가타에서 뛰었다. 2002년후 현역 은퇴.